# 戾鳄属
戾鳄属（Astorgosuchus）是一属出土于晚渐新世今天巴基斯坦地区的已灭绝鳄类，与现在的真鳄关系接近。属下仅布格蒂戾鳄A. bugtiensis一种，曾于1908年被归入鳄属。

## 词源学
布格蒂戾鳄的属名来自希腊语Astorgos，意为“暴戾的”、“无情的”，souchos,意为“鳄鱼”。指任何动物一旦被戾鳄强而有力的双颚噬咬，便会毫不留情地进行屠杀。种名bugtiensis来自其出土地德拉布格蒂（Dera Bugti）山丘，在这里曾出土过著名的巨犀。

## 食性
戾鳄体型可长到6-8米，根据布格蒂山丘附近出土的材料显示，体型巨大的戾鳄可能会捕食诸如巨犀、爪兽以及一些犀牛等动物。